# Persoonia microphylla
Persoonia microphylla (лат.) — кустарник, вид рода Персоония (Persoonia) семейства Протейные (Proteaceae), эндемик Нового Южного Уэльса. Прямостоячий или ниспадающий куст с эллиптическими или яйцевидными листьями и жёлтыми цветками.

## Ботаническое описание
Persoonia microphylla — прямостоячий или ниспадающий куствысотой около 2 м с гладкой корой. Молодые веточки покрыты беловатыми или сероватыми волосками. Листья от широкоэллиптических до широкояйцевидных, 3-9 мм в длину и 2-5 мм в ширину с краями, повернутыми вниз. Цветки расположены группами до четырнадцати вдоль цветоноса длиной до 30 мм, который после цветения перерастает в листовой побег. Каждый цветок находится на цветоножке около 1-3 мм в длину, обычно с листом у основания. Листочки околоцветника жёлтые, длиной 8-10 мм, снаружи опушены. Цветение происходит с декабря по февраль. Плод — зеленая костянка с пурпурными полосами.

## Таксономия
Впервые вид был официально описан в 1830 году Робертом Брауном в приложении к его Prodromus Florae Novae Hollandiae et Insulae Van Diemen из образцов, собранных в 1823 году около Порт-Джексона Д. Каннингемом.

## Распространение и местообитание
Persoonia microphylla — эндемик австралийского штата Нового Южного Уэльса. Растёт в эвкалиптовых пустошах и лесах в восточной части Нового Южного Уэльса на высотах от 600 до 1200 м над уровнем моря, разрозненно встречается возле Таралги и в бассейнах гряды Будаванг Большого Водораздельного хребта.